# Liste der Bildungseinrichtungen im Main-Tauber-Kreis

Bildungsorte und Lernwelten in Deutschland

Wappen des Main-Tauber-Kreises

In der Liste der Bildungseinrichtungen im Main-Tauber-Kreis sind Bildungseinrichtungen für Orte, die zum Main-Tauber-Kreis in Baden-Württemberg gehören, aufgeführt. Der Main-Tauber-Kreis ist Schulträger der beruflichen Schulen, Sonderschulen und Fachschulen. Die allgemeinbildenden Schulen werden üblicherweise von den Gemeinden im Main-Tauber-Kreis getragen.
Die Liste erhebt keinen Anspruch auf Vollständigkeit (Stand: 10. April 2020).

## Kreismedienzentrum

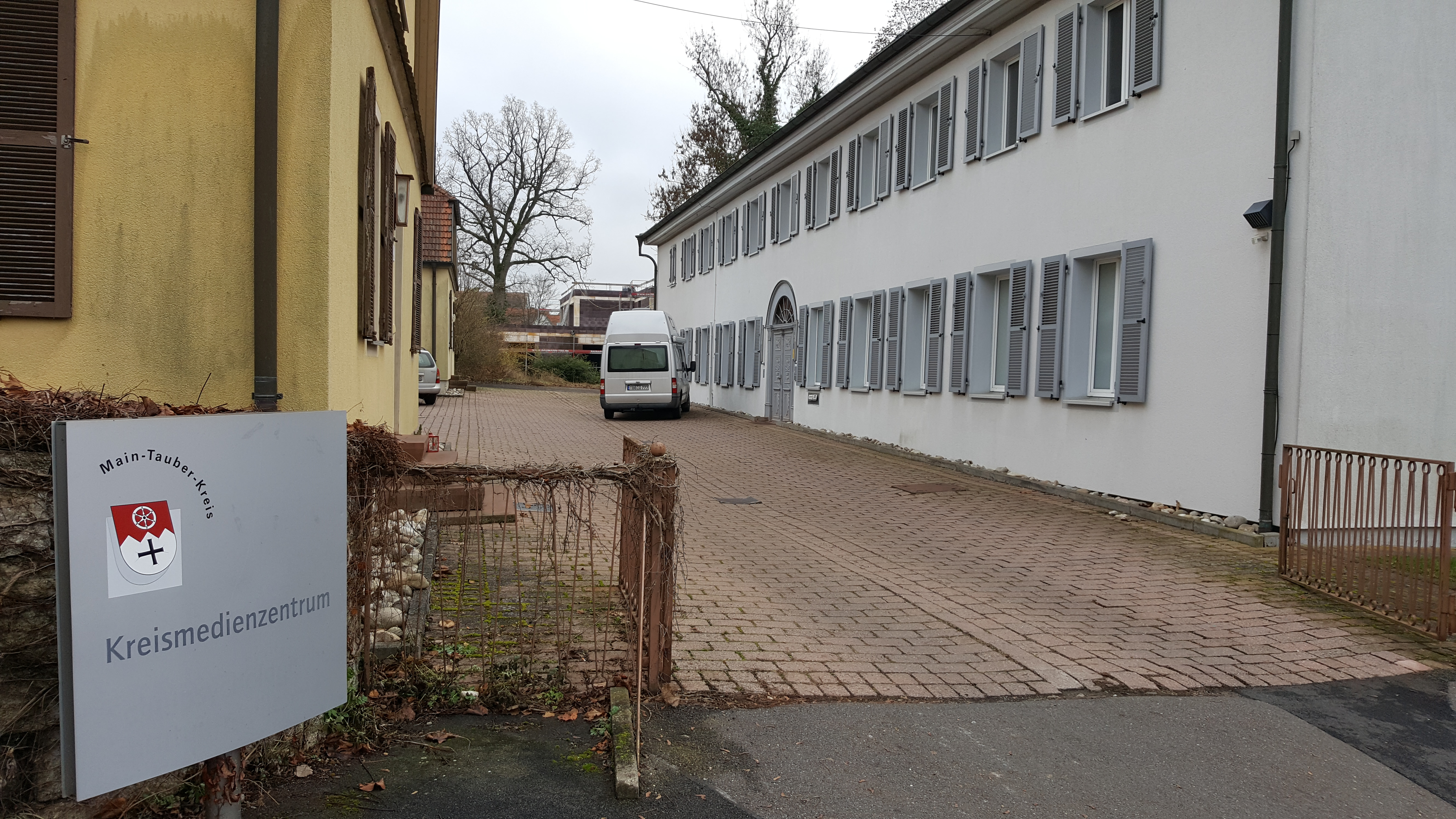
Blick auf die Zufahrt zum Kreismedienzentrum

Das Kreismedienzentrum (vormals Bildstelle) des Main-Tauber-Kreises befindet sich im Zobelschloss in der Flurstraße 2 (⊙) in Tauberbischofsheim-Distelhausen. Das Kreismedienzentrum versorgt Schulen und andere Bildungseinrichtungen mit geeigneten Medien, berät sie über deren Einsatz und bildet Lehrkräfte sowohl medienpädagogisch als auch medientechnisch weiter.

## Hochschulen, Akademien und staatliche Seminare

### Duale Hochschule
- DHBW Campus Bad Mergentheim (Schloß 2, ⊙) der Dualen Hochschule Baden-Württemberg Mosbach

### Volkshochschulen
- Volkshochschule Bad Mergentheim (Marktplatz 1, ⊙)
- Volkshochschule Mittleres Taubertal, Tauberbischofsheim (Struwepfad 2, ⊙)
- Volkshochschule Wertheim (Bahnhofstraße 1, ⊙)

### Akademien
- AIM Akademie – Außenstelle Tauberbischofsheim (Blumenstraße 2, ⊙) der Akademie für Innovative Bildung und Management Heilbronn-Franken (AIM-Akademie) der Dieter-Schwarz-Stiftung. Die AIM-Außenstelle Tauberbischofsheim beschäftigt sich mit den Schwerpunktbereichen Frühe Bildung, Unterricht und Schule sowie Individuelle Qualifizierung.[2][3]
- Euro Akademie Tauberbischofsheim (Bahnhofstraße, ⊙) im ehemaligen Bahnhof Tauberbischofsheim. Das Empfangsgebäude wird seit 2007 nach kurzer Umbauzeit als Schule für Sozialpädagogik der Euro Akademie genutzt.[4]

### Staatliches Seminar
- Staatliches Seminar für Didaktik und Lehrerbildung (Grundschule) Bad Mergentheim, im Bildungszentrum Bad Mergentheim (Johann-Hammer-Straße 24, ⊙)

## Öffentliche Schulen

### Öffentliche Grundschulen
Ahorn

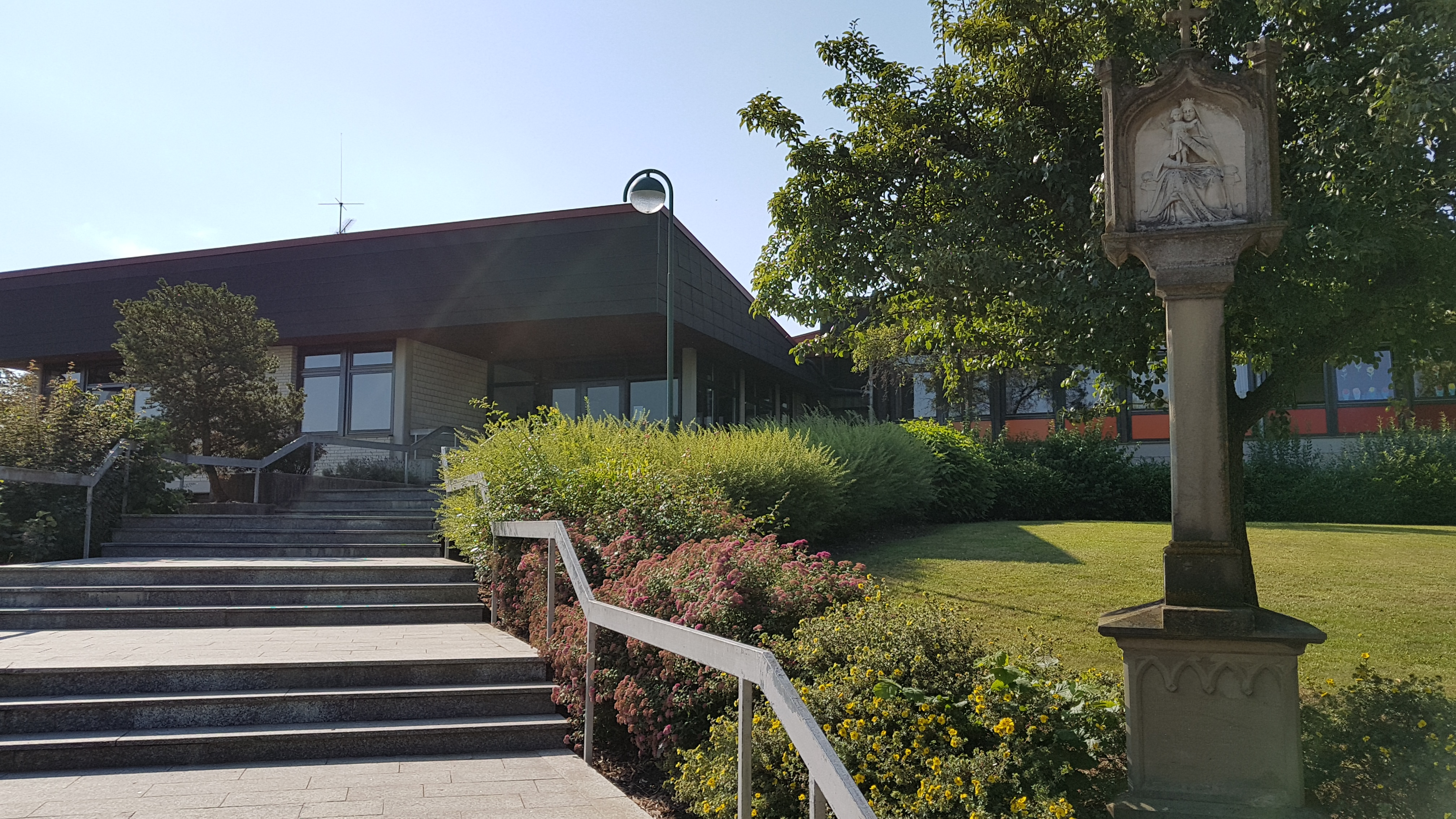
Grundschule Assamstadt

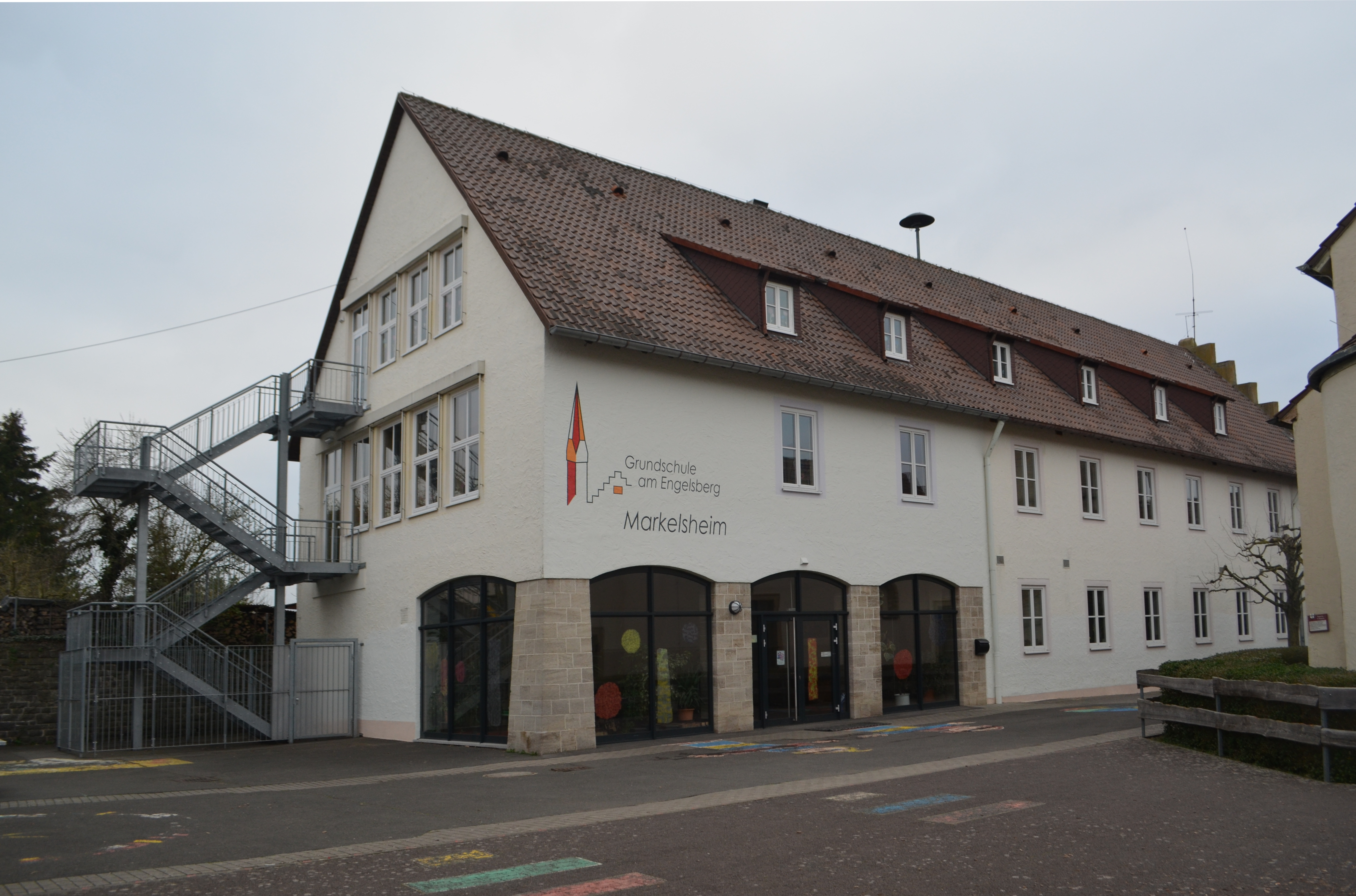
Grundschule im Bad Mergentheimer Stadtteil Markelsheim

- Lernhaus Ahorn, Gemeinschaftsschule mit Grundschule, Ortsteil Eubigheim (Schulstraße 31, ⊙)

Assamstadt
- Grundschule Assamstadt (Wännleinweg 2, ⊙)

Bad Mergentheim
- Grundschule am Kirchberg Stuppach-Neunkirchen, Stadtteil Stuppach (Grünewaldstraße 38, ⊙)
- Grundschule am Kirchberg Stuppach-Neunkirchen Außenstelle Neunkirchen, Stadtteil Neunkirchen (Zum Käpelle 7, ⊙)
- Grundschule Edelfingen, Stadtteil Edelfingen (Zum Grund 5, ⊙)
- Grundschule Bad Mergentheim Stadtmitte (Schulgasse 3, ⊙)
- Grundschule Bad Mergentheim Außenstelle Au (Maurus-Weber-Straße 40, ⊙)
- Grundschule Markelsheim, Stadtteil Markelsheim (Engelsberg 4, ⊙)
- Ottmar-Schönhuth-Schule Wachbach, Grundschule, Stadtteil Wachbach (Erpfentalstraße 5, ⊙)

Boxberg
- Grund- und Werkrealschule Boxberg, Boxberg (Kirchweg 4, ⊙) mit der Außenstelle bzw. dem Standort Schweigern
- Grundschule Schweigern, Stadtteil Schweigern (Schulstraße 15, ⊙)
- Schüpfer-Grundschule Kupprichhausen, Stadtteil Kupprichhausen (Ahornstraße 2, ⊙)

Creglingen
- Grundschule Creglingen (Schulstraße 1, ⊙)

Freudenberg
- Lindtal-Grundschule Freudenberg (Hauptstraße 260, ⊙) mit Außenstelle Eichwald-Grundschule[5]
- Eichwald-Grundschule Rauenberg, Stadtteil Rauenberg (Am Brandweiher 40, ⊙)[5]

Großrinderfeld
- Freiherr-Von-Zobel-Schule, Grundschule Großrinderfeld (Frankenstraße 13, ⊙)

Grünsfeld
- Dorothea-von-Rieneck-Grundschule Grünsfeld-Wittighausen, Standort Grünsfeld (Hauptstraße 22, ⊙)[6]
- Dorothea-von-Rieneck-Grundschule Grünsfeld-Wittighausen, Standort Wittighausen (Martin-Michel-Straße 38, ⊙)[6]

Igersheim
- Johann-Adam-Möhler-Schule – Grundschule Igersheim (Erlenbachtalstraße 7, ⊙)

Königheim
- Kirchberg-Schule Grund- und Hauptschule (Schulstraße 15, ⊙)

Külsheim
- Pater-Alois-Grimm-Schule, Gemeinschaftsschule mit Grundschule (Kirchbergweg 11, ⊙) – Der letzte Werkrealschuljahrgang hat im Sommer 2017 die Schule verlassen. Seitdem werden alle Jahrgänge als Gemeinschaftsschule geführt.
- Grundschule Uissigheim, Stadtteil Uissigheim (Burgstraße 1, ⊙) – Kleinste Grundschule Baden-Württembergs (Stand 2023)[7]

Lauda-Königshofen

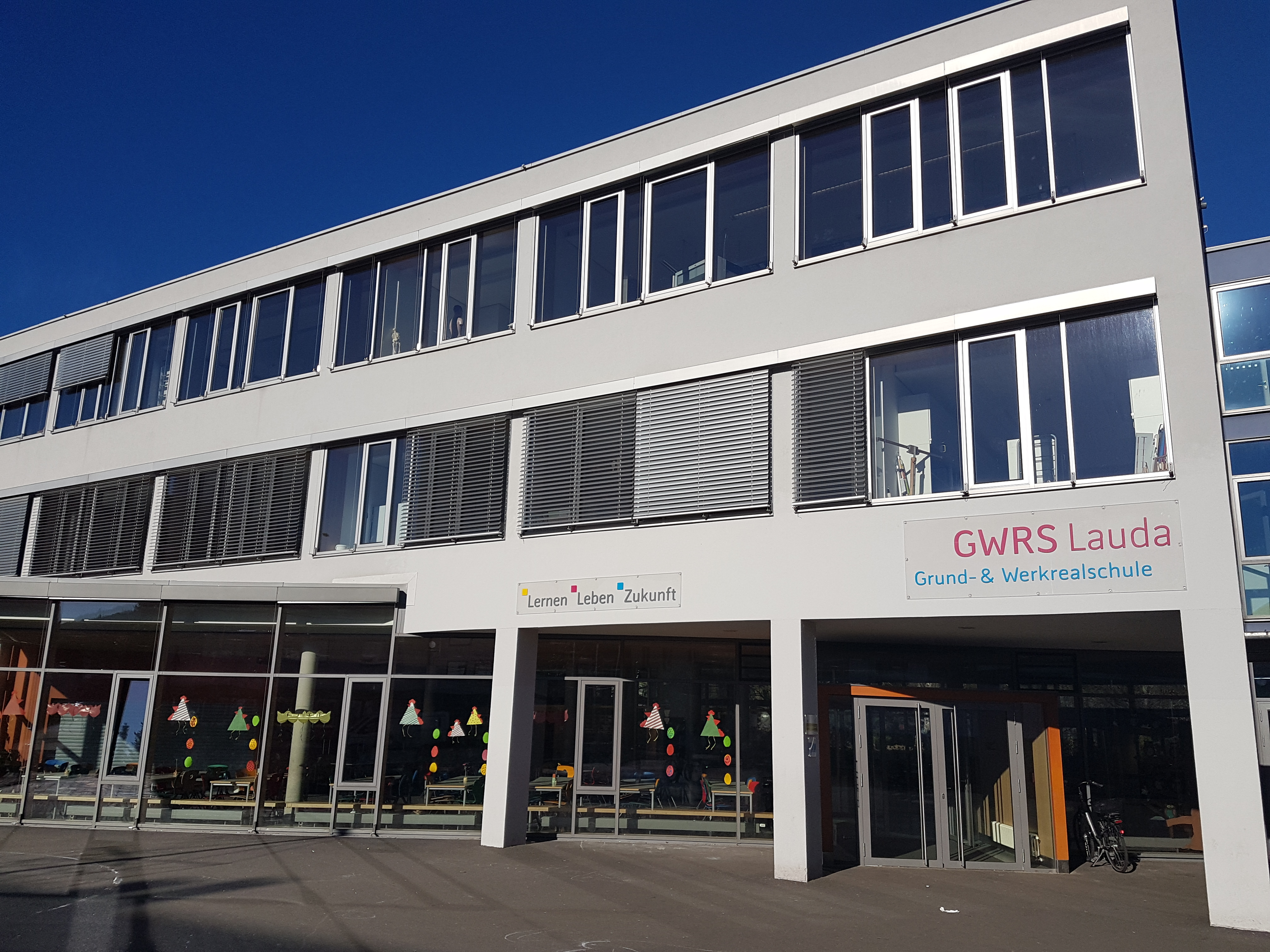
Gemeinschaftsschule Lauda-Königshofen (davor Grund- und Werkrealschule Lauda)

- Gemeinschaftsschule Lauda-Königshofen (von 1980 bis 2011 Grund- und Hauptschule mit Werkrealschule, von 2011 bis 2015 Grund- und Werkrealschule Lauda, seit 2015 Gemeinschaftsschule Lauda-Königshofen)[8]
  - Gemeinschaftsschule Lauda-Königshofen, Grundschule Mitte, Stadtteil Lauda (Philipp-Adam-Ulrich-Straße 2, ⊙)
  - Gemeinschaftsschule Lauda-Königshofen, Außenstelle Grundschule Süd, Stadtteil Lauda (Becksteiner Straße 62, ⊙)
  - Gemeinschaftsschule Lauda-Königshofen, Außenstelle Grundschule Oberlauda, Stadtteil Oberlauda (Schulstraße 37, ⊙)
- Turmbergschule Königshofen, Stadtteil Königshofen (Bodelschwinghstraße 17, ⊙)
- Lindenschule Gerlachsheim Grundschule, Stadtteil Gerlachsheim (Lindenstraße 34, ⊙)
- Balbachschule Grundschule Unterbalbach, Stadtteil Unterbalbach (Amtmannsweg 3, ⊙)

Niederstetten
- Bildungszentrum Niederstetten – Grund- und Realschule (Hauptstraße 52, ⊙)

Tauberbischofsheim

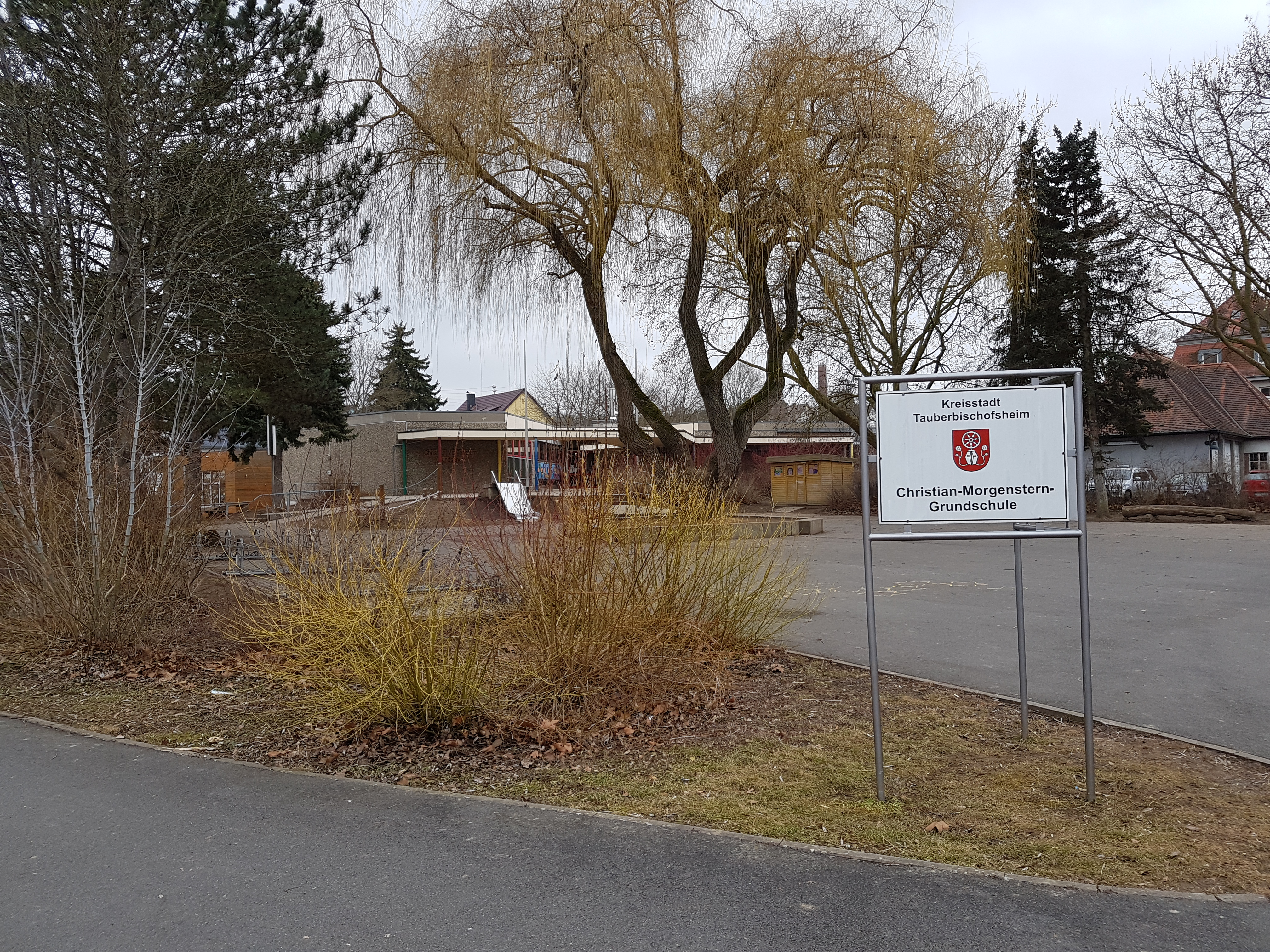
Christian-Morgenstern-Grundschule Tauberbischofsheim

- Christian-Morgenstern-Grundschule Tauberbischofsheim (Julius-Berberich-Straße 6, ⊙)
- Grundschule am Schloss Tauberbischofsheim (Schlossplatz 8, ⊙)
- Grundschule Impfingen, Stadtteil Impfingen (Hohenstraße 6, ⊙)
- Erich-Kästner-Schule Grundschule Distelhausen, Stadtteil Distelhausen (Fliederstraße 9, ⊙)

Weikersheim
- Astrid-Lindgren-Schule Grundschule Elpersheim, Stadtteil Elpersheim (Blumenstraße 1, ⊙)

Werbach
- Welzbach Grundschule Werbach, Ortsteil Werbach (Friedhofstraße 18, ⊙)

Wertheim
- Grundschule Reicholzheim, Ortschaft Reicholzheim (Richolfstraße 77, ⊙)
- Grundschule Bestenheid, Stadtteil Bestenheid (Robert-Bunsen-Weg 31, ⊙)
- Mandelberg-Grundschule Dertingen, Ortschaft Dertingen (Albrecht-Thoma-Straße 6, ⊙)
- Grundschule Nassig, Ortschaft Nassig (Miltenberger Straße 78, ⊙)
- Otfried-Preussler-Schule Grundschule, Stadtteil Wartberg (Frankenplatz 1, ⊙)
- Grundschule Reinhardshof, Stadtteil Reinhardshof (Theodor-Heuss-Straße 9, ⊙)

Wittighausen
- Dorothea-von-Rieneck Grundschule Grünsfeld-Wittighausen (Martin-Michel-Straße 38, ⊙)

### Öffentliche Hauptschulen
An folgenden Standorten bestehen Hauptschulen im Main-Tauber-Kreis:
Wertheim
- Werkrealschule Urphar-Lindelbach (Mittlere Dorfstraße 2)

Die Jahrgänge der ehemaligen Hauptschulen in Ahorn, Bad Mergentheim, Külsheim, Lauda-Königshofen, Weikersheim und Wertheim werden mittlerweile als Gemeinschaftsschulen geführt.
An weiteren Standorten wurden die Hauptschulen in Werkrealschulen umgewandelt oder geschlossen.

### Öffentliche Werkrealschulen
Die Jahrgänge der ehemaligen Werkrealschulen in Ahorn, Bad Mergentheim, Külsheim, Lauda-Königshofen, Weikersheim und Wertheim werden mittlerweile als Gemeinschaftsschulen geführt.
Boxberg
- Grund- und Werkrealschule Boxberg (Kirchweg 4)

Tauberbischofsheim
- Schulzentrum am Wört, ehemals Pestalozzischule-Werkrealschule Tauberbischofsheim (Pestalozziallee 6)

### Öffentliche Realschulen
In Bad Mergentheim, Boxberg, Creglingen, Lauda-Königshofen, Niederstetten, Tauberbischofsheim und Wertheim gibt es Realschulen:
Bad Mergentheim:
- Kopernikus-Realschule Bad Mergentheim (Kopernikusstraße 4, ⊙)

Boxberg
- Realschule Boxberg (Kirchweg 4, ⊙)

Creglingen

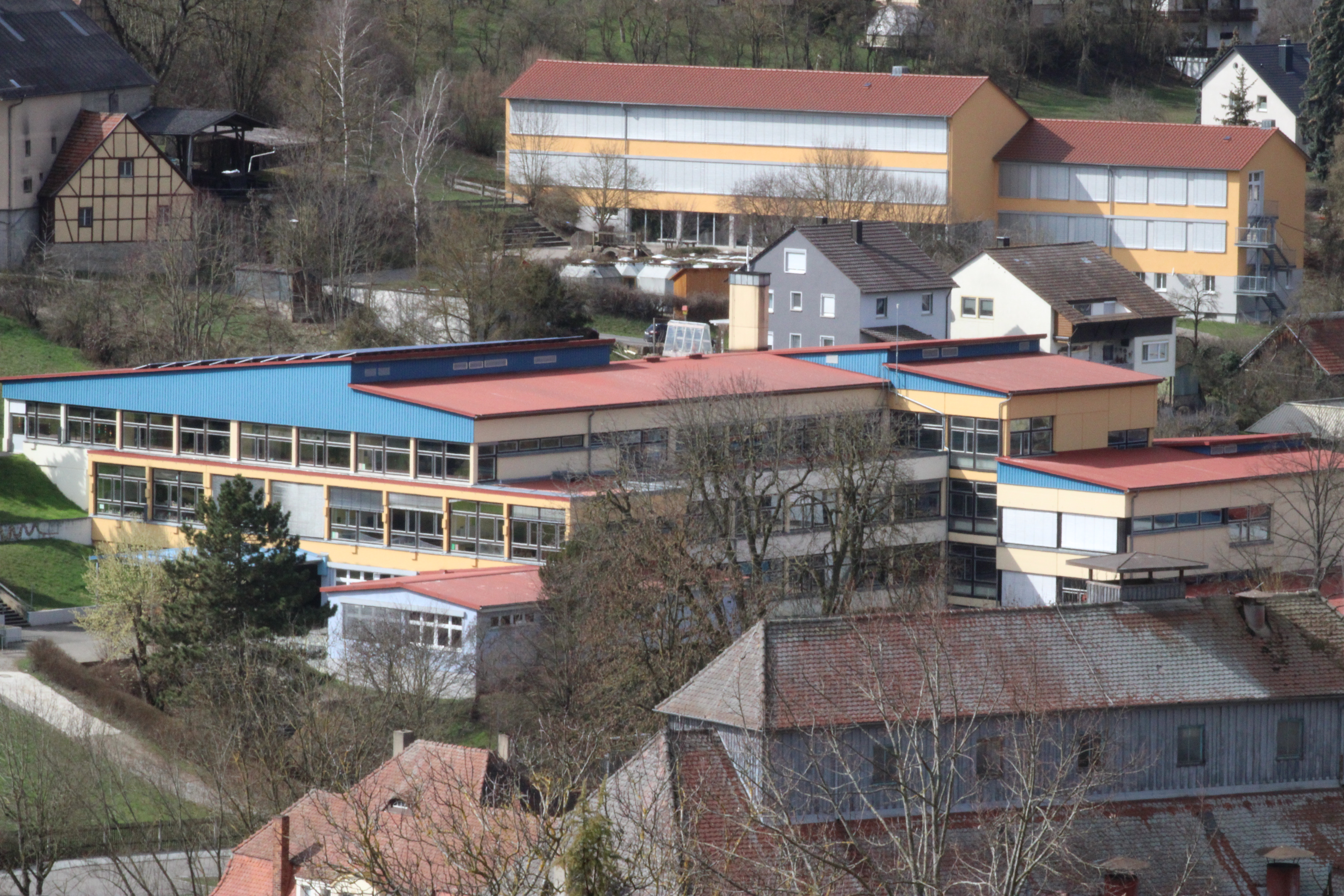
Werkrealschule und Grundschule (hinten) in Creglingen

- Realschule Creglingen (Kieselallee 15, ⊙)

Lauda-Königshofen
- Josef-Schmitt-Realschule Lauda-Königshofen, Stadtteil Lauda (Becksteiner Straße 72, ⊙)

Niederstetten
- Bildungszentrum Niederstetten – Grund- und Realschule (Hauptstraße 52, ⊙)

Tauberbischofsheim
- Schulzentrum am Wört, ehemals Riemenschneider-Realschule Tauberbischofsheim (Pestalozziallee 6, ⊙)

Wertheim

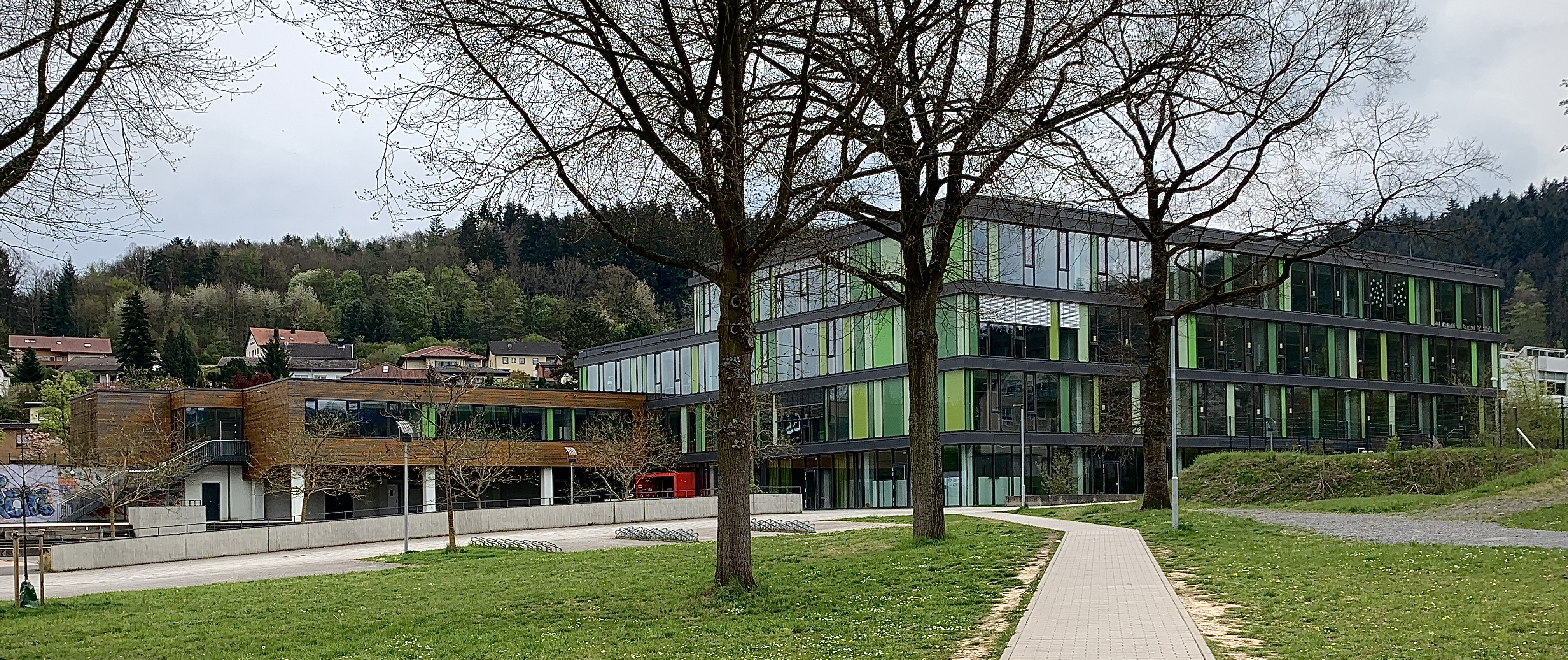
Comenius-Realschule Wertheim

- Comenius-Realschule Wertheim (Reichenberger Straße 6, ⊙)

### Öffentliche Gemeinschaftsschulen
Im Main-Tauber-Kreis stehen fünf Gemeinschaftsschulen (jeweils von Klasse 1 bis 10) zur Verfügung:
Ahorn
- Lernhaus Ahorn, Ortsteil Eubigheim (Schulstraße 31, ⊙)[9]

Bad Mergentheim
- Eduard-Mörike-Schule Bad Mergentheim, Bad Mergentheim (Maurus-Weber-Straße 48, ⊙) – Die ehemalige Werkrealschule wurde mit dem Schuljahr 2016/17 zur Gemeinschaftsschule umgewandelt.

Külsheim
- Pater-Alois-Grimm-Schule, Külsheim (Kirchbergweg 11, ⊙)[10]

Lauda-Königshofen
- Gemeinschaftsschule Lauda-Königshofen, Stadtteil Lauda (Philipp-Adam-Ulrich-Straße 2, ⊙)[8]

Weikersheim
- Gemeinschaftsschule Weikersheim (Humboldtstraße 5, ⊙)

Wertheim
- Gemeinschaftsschule Wertheim (Alte Vockenroter Steige 1, ⊙)

### Öffentliche Gymnasien

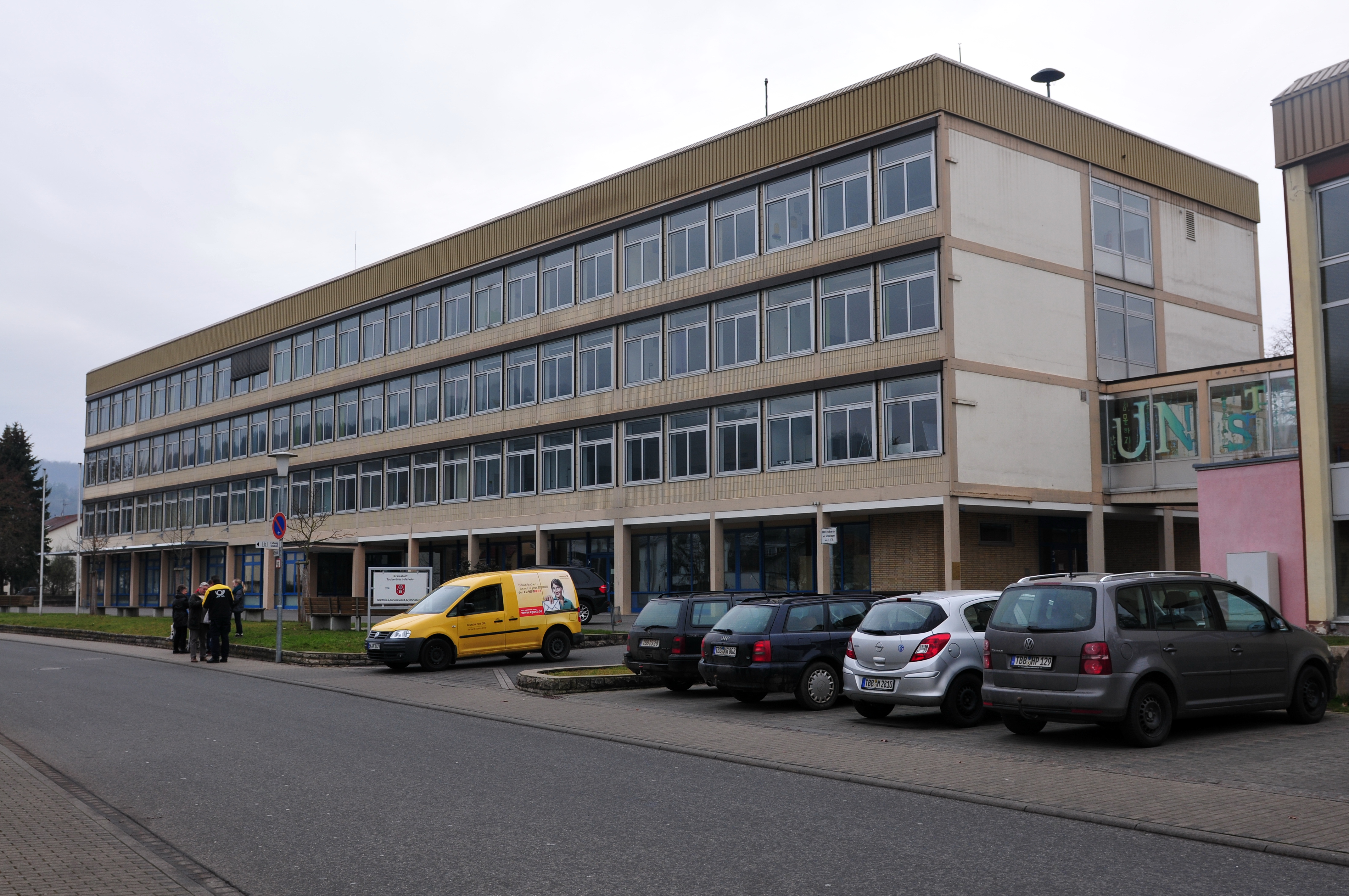
Matthias-Grünewald-Gymnasium Tauberbischofsheim

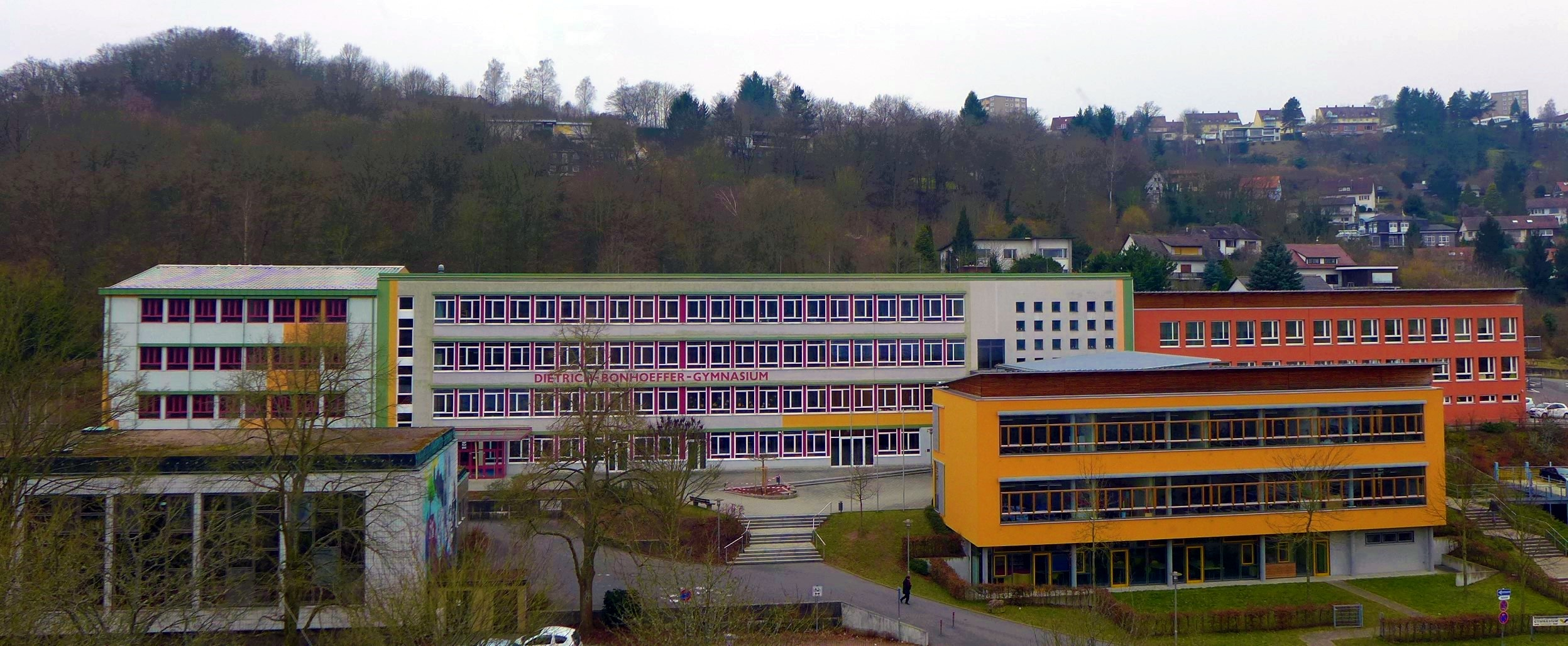
Dietrich-Bonhoeffer-Gymnasium Wertheim

Im Main-Tauber-Kreis gibt es fünf allgemeinbildende Gymnasien:
Bad Mergentheim:
- Deutschorden-Gymnasium Bad Mergentheim (Kopernikusstraße 11, ⊙)

Lauda-Königshofen
- Martin-Schleyer-Gymnasium Lauda-Königshofen (Becksteiner Straße 80, ⊙)

Tauberbischofsheim
- Matthias-Grünewald-Gymnasium Tauberbischofsheim (Taubenhausweg 2, ⊙)

Weikersheim
- Gymnasium Weikersheim (Laudenbacher Straße 20, ⊙)

Wertheim
- Dietrich-Bonhoeffer-Gymnasium Wertheim (Conrad-Wellin-Straße 6, ⊙)[11][12]

### Öffentliche Sonderpädagogische Bildungs- und Beratungszentren
Im Main-Tauber-Kreis bestehen die folgenden Sonderpädagogischem Bildungs- und Beratungszentren (SBBZ):
Bad Mergentheim
- Lorenz-Fries-Schule – Sonderpädagogisches Bildungs- und Beratungszentrum mit Förderschwerpunkt Lernen

Boxberg
- Schule im Schloss Unterschüpf – Sonderpädagogisches Bildungs- und Beratungszentrum mit Förderschwerpunkt Sprache in Boxberg, Stadtteil Unterschüpf

Lauda-Königshofen
- Schulkindergarten Unterbalbach – mit Förderschwerpunkt geistige Entwicklung in Lauda-Königshofen, Stadtteil Unterbalbach
- Schule im Taubertal – Sonderpädagogisches Bildungs- und Beratungszentrum mit Förderschwerpunkt geistige Entwicklung, Lauda-Königshofen, Stadtteil Unterbalbach
- Sonderpädagogisches Bildungs- und Beratungszentrum mit Förderschwerpunkt Lernen

Tauberbischofsheim
- Christopherus-Schule Tauberbischofsheim – Sonderpädagogisches Bildungs- und Beratungszentrum mit Förderschwerpunkt Lernen, Kernstadt Tauberbischofsheim (Johannes-Kepler-Straße 3, ⊙),[13] befand sich vor dem Umzug auf den Tauberbischofsheimer Laurentiusberg beim Schulzentrum am Wört

Weikersheim
- Kraft-Zu-Hohenlohe-Schule – Sonderpädagogisches Bildungs- und Beratungszentrum mit Förderschwerpunkt Lernen

Wertheim
- Schulkindergarten Waldenhausen – mit Förderschwerpunkten Sprache und geistige Entwicklung in Wertheim, Stadtteil Waldenhausen
- Schule im Taubertal – Sonderpädagogisches Bildungs- und Beratungszentrum mit Förderschwerpunkt geistige Entwicklung, Lauda-Königshofen, Stadtteil Unterbalbach, Außenstelle Wertheim
- Edward-Uihlein-Schule – Sonderpädagogisches Bildungs- und Beratungszentrum mit Förderschwerpunkt Lernen

### Öffentliche berufliche Schulen
Im Main-Tauber-Kreis bestehen die folgenden beruflichen Schulen:

#### Öffentliche berufliche Schulen nach Standorten
Bad Mergentheim

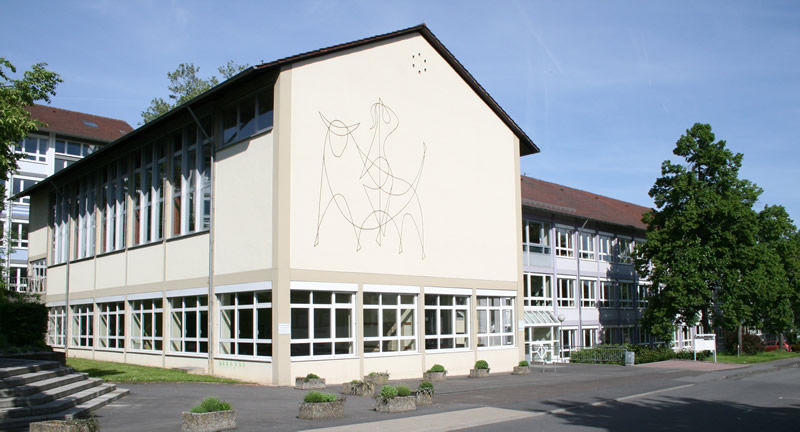
Kaufmännische Schule Tauberbischofsheim

- Berufliche Schule für Ernährung, Pflege, Erziehung (EPE) Bad Mergentheim (Seegartenstraße 16, ⊙)
- Gewerbliche Schule Bad Mergentheim (Seegartenstraße 16, ⊙)
- Kaufmännische Schule Bad Mergentheim (Wachbacher Straße 42, ⊙)

Tauberbischofsheim
- Gewerbliche Schule Tauberbischofsheim (Wolfstalflurstraße 9, ⊙)
- Kaufmännische Schule Tauberbischofsheim (Dr.-Ulrich-Straße 1, ⊙)[14]

Wertheim

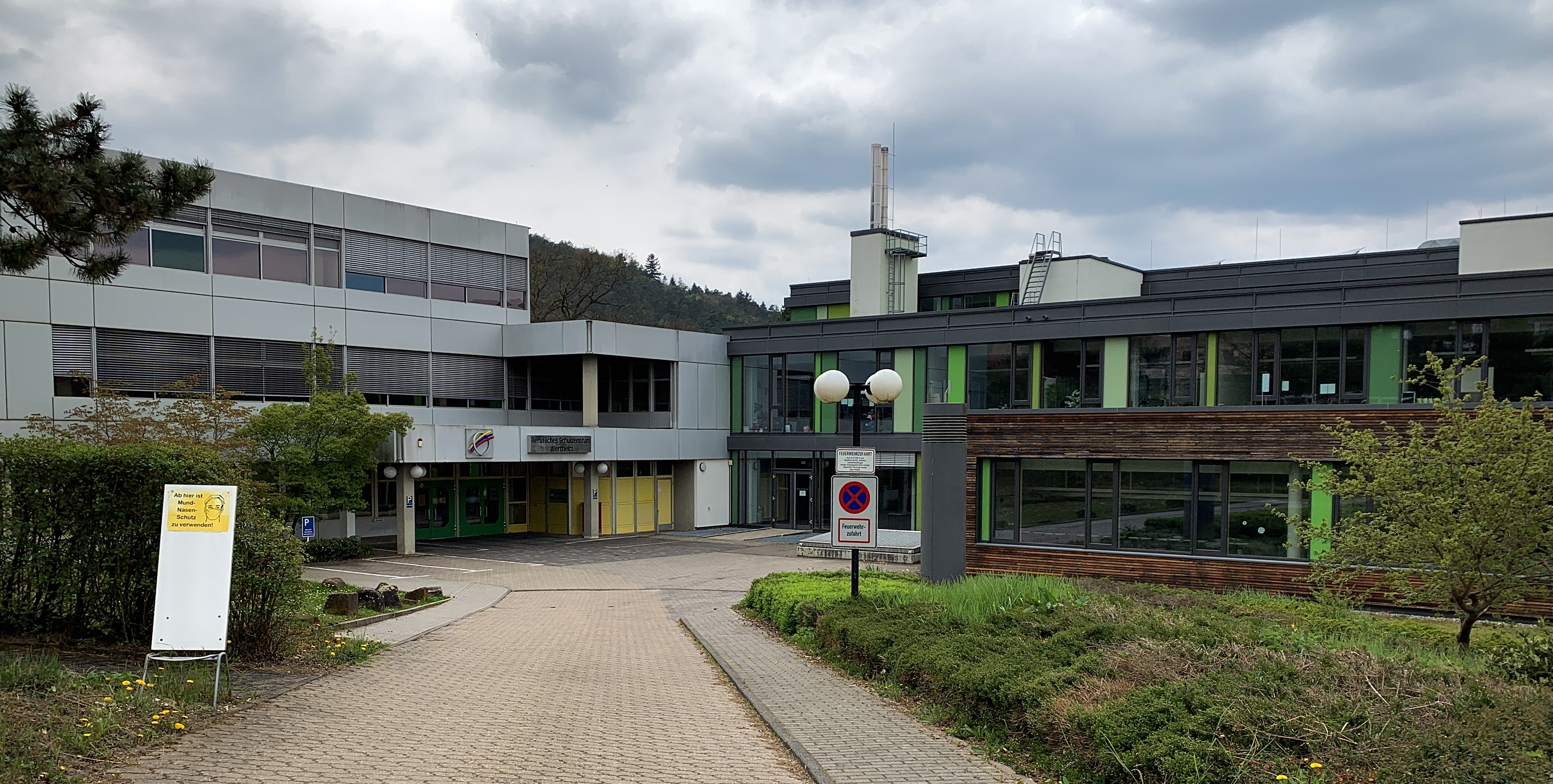
Berufliches Schulzentrum Wertheim

- Berufliches Schulzentrum (BSZ) Wertheim (Reichenberger Straße 8, ⊙)
  - Gewerbliche Schule Wertheim
  - Kaufmännische Schule Wertheim
  - Berufliche Schule für Ernährung, Pflege, Erziehung Wertheim

#### Öffentliche Berufliche Schulen nach Schultypen

##### Öffentliche Gewerbliche Schulen
Gewerbliche Schulen
- Gewerbliche Berufsschule Bad Mergentheim
- Gewerbliche Berufsschule Tauberbischofsheim
- Gewerbliche Berufsschule Wertheim

Einjährige gewerbliche Berufsfachschulen
- Fachrichtung Metalltechnik, Fertigungs-, Feinwerk- und Metallbautechnik Bad Mergentheim
- Fachrichtung Metalltechnik, Fertigungs-Feinwerktechnik Tauberbischofsheim
- Fachrichtung Metalltechnik und Installationstechnik Bad Mergentheim
- Fachrichtung Fahrzeugtechnik Bad Mergentheim
- Fachrichtung Fahrzeugtechnik Tauberbischofsheim
- Fachrichtung Elektrotechnik Bad Mergentheim
- Fachrichtung Körperpflege (Friseure) Bad Mergentheim
- Fachrichtung Bautechnik Tauberbischofsheim
- Fachrichtung Holztechnik Tauberbischofsheim
- Fachrichtung Farbtechnik und Raumgestaltung Tauberbischofsheim

Zweijährige gewerblich-technische Berufsfachschulen
- Fachrichtung Elektrotechnik Bad Mergentheim
- Fachrichtung Elektrotechnik Wertheim
- Fachrichtung Metalltechnik Bad Mergentheim
- Fachrichtung Metalltechnik Tauberbischofsheim
- Fachrichtung Metalltechnik Wertheim
- Fachrichtung Holztechnik Tauberbischofsheim

Technische Gymnasien
- Profil Informationstechnik Bad Mergentheim
- Profil Mechatronik Bad Mergentheim
- Profil Mechatronik Wertheim
- Profil Technik und Management Tauberbischofsheim

Fachschulen (Meisterschulen) in Teilzeitform
- Fachrichtung Maschinen- und Werkzeugtechnik, Feinwerkmechaniker Bad Mergentheim
- Fahrzeugtechnik Tauberbischofsheim

Fachschulen für Technik in Vollzeitform
- Fachrichtung Elektrotechnik, Schwerpunkt Datentechnik Bad Mergentheim
- Fachrichtung Maschinentechnik, Schwerpunkt Fertigungstechnik und Konstruktion Tauberbischofsheim

Berufskollegs
- zum Erwerb der Fachhochschulreife Tauberbischofsheim
- Technisches Berufskolleg I Tauberbischofsheim
- Technisches Berufskolleg I und II verzahnt Tauberbischofsheim

Weitere Fachrichtungen
- Sonderberufsschule Metalltechnik
- Sonderberufsschule Holztechnik
- Vorqualifizierung Arbeit / Beruf (VAB)
  - VAB Tauberbischofsheim
  - VAB Wertheim
- Berufseinstiegsjahr (BEJ)
  - BEJ Bad Mergentheim
  - BEJ Tauberbischofsheim
  - BEJ Wertheim

##### Öffentliche Kaufmännische Schulen
Kaufmännische Schule
- Kaufmännische Schule Bad Mergentheim
- Kaufmännische Schule Tauberbischofsheim
- Kaufmännische Schule Wertheim

Kaufmännische Berufsschule (KBS)
- Kaufmännische Berufsschule Bad Mergentheim
- Kaufmännische Berufsschule Tauberbischofsheim
- Kaufmännische Berufsschule Wertheim

Wirtschaftsschule (zweijährige Berufsfachschule)
- Zweijährige Berufsfachschule Bad Mergentheim
- Zweijährige Berufsfachschule Tauberbischofsheim
- Zweijährige Berufsfachschule Wertheim

Kaufmännisches Berufskolleg I und II
- Kaufmännisches Berufskolleg I und II Bad Mergentheim
- Kaufmännisches Berufskolleg I und II Tauberbischofsheim
- Kaufmännisches Berufskolleg I und II verzahnt mit Groß- und Außenhandel Tauberbischofsheim
- Kaufmännisches Berufskolleg I und II Wertheim

Zweijähriges Berufskolleg Fremdsprachen
- Zweijähriges Berufskolleg Fremdsprachen Bad Mergentheim

Wirtschaftsgymnasium
- Wirtschaftsgymnasium Bad Mergentheim
  - Wirtschaftsgymnasium Profilrichtung „Wirtschaft“ Bad Mergentheim
  - Wirtschaftsgymnasium Profilrichtung „Internationale Wirtschaft“ Bad Mergentheim
- Wirtschaftsgymnasium Tauberbischofsheim
  - Wirtschaftsgymnasium Profilrichtung „Wirtschaft“ Tauberbischofsheim
  - Wirtschaftsgymnasium Profilrichtung „Finanzen“ Tauberbischofsheim
- Wirtschaftsgymnasium Wertheim

Teilzeit-Berufskolleg
- Duales Teilzeit-Berufskolleg für internationales Wirtschaftsmanagement und Fremdsprachen Bad Mergentheim

##### Öffentliche Berufliche Schulen für Ernährung, Pflege und Erziehung
Hauswirtschaftliche Berufsschule
- Hauswirtschaftliche Berufsschule Bad Mergentheim

Sonderberufsschule (Teilzeit)
- Sonderberufsschule Bad Mergentheim

Vorqualifizierung Arbeit / Beruf (VAB)
- VAB Bad Mergentheim
- VAB Wertheim

Berufseinstiegsjahr (BEJ)
- BEJ Bad Mergentheim
- BEJ Wertheim

Berufsfachschulen
- Berufsfachschule für Altenpflegehilfe (Teilzeit) – Bad Mergentheim
- Berufsfachschule für Altenpflege Bad Mergentheim

Zweijährige Berufsfachschulen
- Zweijährige Berufsfachschule Kinderpflege Bad Mergentheim
- Zweijährige Berufsfachschule Hauswirtschaft und Ernährung Bad Mergentheim
- Zweijährige Berufsfachschule Gesundheit und Pflege Bad Mergentheim
- Zweijährige Berufsfachschule Gesundheit und Pflege Wertheim

Berufskolleg Gesundheit und Pflege I und II
- Berufskolleg Gesundheit und Pflege I und II Bad Mergentheim

Berufskolleg für Praktikanten
- Berufskolleg für Praktikanten Bad Mergentheim

Fachschule für Sozialpädagogik (Berufskolleg)
- Fachschule für Sozialpädagogik Bad Mergentheim

Berufsfachschule für Zusatzqualifikationen
- Hauswirtschaft, Erziehung, Pflege (Teilzeit) Bad Mergentheim
- Berufsfachschule für Zusatzqualifikation Landwirtschaft (Teilzeit) Bad Mergentheim
- Fachschule zur Weiterbildung Altenpflege (Teilzeit) Bad Mergentheim

Fachgymnasien
- Ernährungswissenschaftliches Gymnasium Bad Mergentheim
- Biotechnologisches Gymnasium Wertheim
- Sozialwissenschaftliches Gymnasium Bad Mergentheim

### Sonstige öffentliche Bildungseinrichtungen und Fachschulen
Bad Mergentheim
- Berufsfachschule für Pflegeberufe in Bad Mergentheim, beim Caritas-Krankenhaus Bad Mergentheim
- Fachschule für Landwirtschaft Bad Mergentheim
- Fachschule für Physiotherapie Bad Mergentheim, im Bildungszentrum Bad Mergentheim (Johann-Hammer-Straße 24, ⊙)

Niederstetten

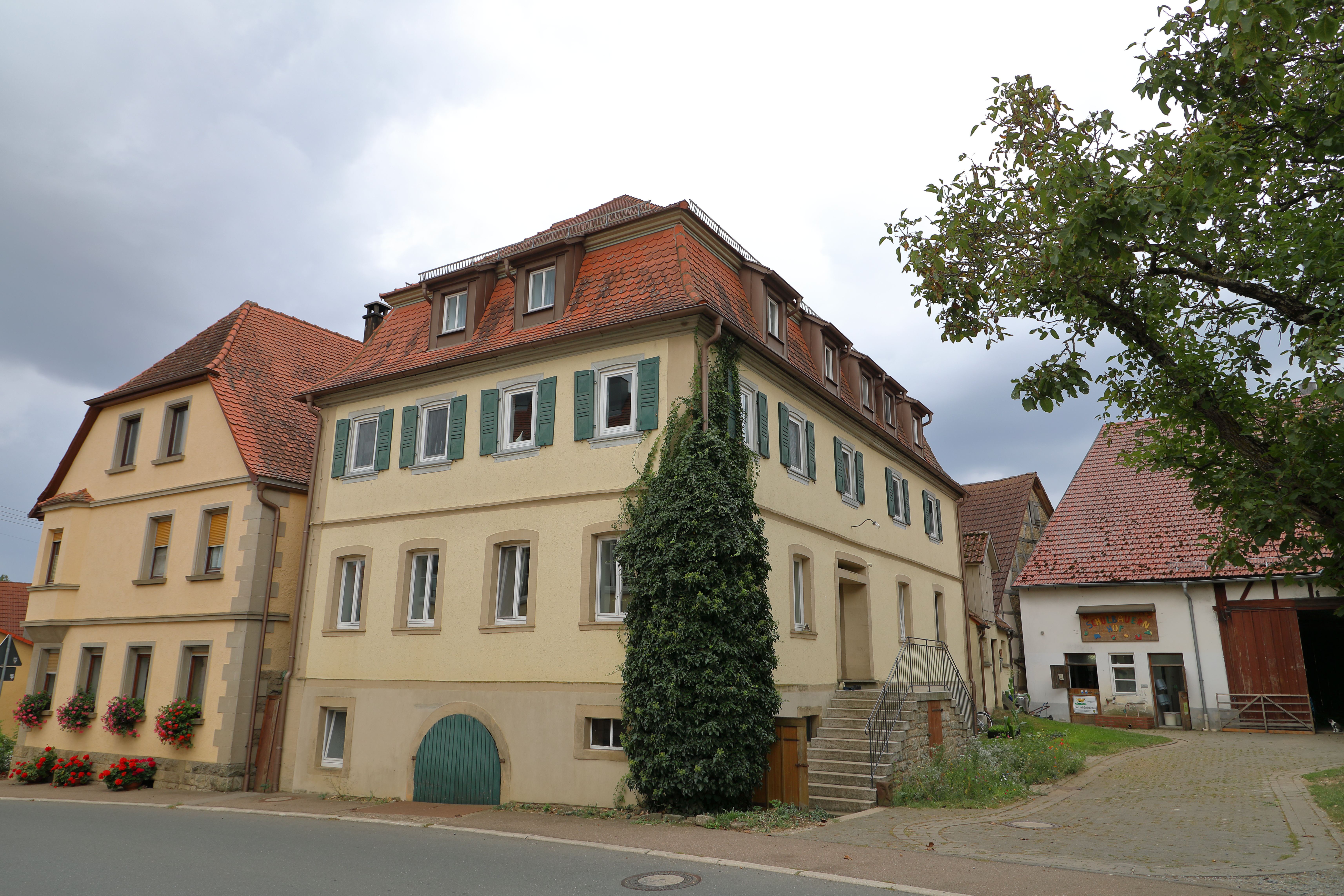
Schulbauernhof Pfitzingen

- Schulbauernhof Pfitzingen, im Stadtteil Pfitzingen (Pfitzingen 18, ⊙) – Der im Schlösschen Pfitzingen gelegene Schulbauernhof ist der derzeit einzige staatliche Schulbauernhof in Deutschland.[15]

Tauberbischofsheim
- Staatlich anerkannte Berufsfachschule für Pflegeberufe in Tauberbischofsheim, beim Krankenhaus Tauberbischofsheim

## Private Einrichtungen
- Mädchen- und Jungen-Realschule mit Grundschule St. Bernhard, Bad Mergentheim, wird von der Kongregation der Franziskanerinnen von Sießen unterhalten[16]

## Ehemalige Bildungseinrichtungen und Schulformen
Ahorn
- Hauptschule Ahorn-Eubigheim (Schulstraße 2) – Seitdem werden alle Jahrgänge im Lernhaus Ahorn als Gemeinschaftsschule geführt.

Bad Mergentheim
- Eduard-Mörike-Schule, Werkrealschule (Maurus-Weber-Straße 48) – Die ehemalige Werkrealschule wurde mit dem Schuljahr 2016/17 zur Gemeinschaftsschule umgewandelt.
- Ottmar-Schönhuth-Schule Wachbach, Hauptschule, Stadtteil Wachbach (Erpfentalstraße 5) – Am Ende des Schuljahres 2016/17 verließ der letzte Jahrgang die Hauptschule. Danach wurde die Hauptschule abgewickelt. Der Grundschulzweig der Ottmar-Schönhuth-Schule besteht weiter.[17]

Freudenberg
- Lindtal-Schule, Hauptschule mit Werkrealschule (Hauptstraße 260). – Die Haupt- und Werkrealschule wurde abgewickelt. Der Grundschulzweig der Lindtal-Schule besteht weiter.

Großrinderfeld
- Dachsbergschule Grund-, Haupt- und Werkrealschule Gerchsheim, Ortsteil Gerchsheim (Würzburger Straße 66) – Die Schule schloss zum Ende des Schuljahres 2015/2016.[18]

Grünsfeld
- Dorothea-von-Rieneck, Hauptschule mit Werkrealschule (Hauptstraße 22) – Der letzte Werkrealschuljahrgang hat im Sommer 2018 die Schule verlassen.[19] Der Grundschulzweig der Dorothea-von-Rieneck-Schule besteht weiter.

Igersheim
- Johann-Adam-Möhler-Schule, Hauptschulzweig (Erlenbachtalstraße 7) –  Der letzte Hauptschuljahrgang hat im Sommer 2018 die Schule verlassen. Der Grundschulzweig der Johann-Adam-Möhler-Schule besteht weiter.[20]

Königheim
- Kirchberg-Schule, Hauptschule (Schulstraße 15) – Der Hauptschulzweig wurde geschlossen; der Grundschulzweig besteht weiter.

Külsheim
- Hauptschule mit Werkrealschule (Kirchbergweg 11) – Seitdem werden alle Jahrgänge in der Pater-Alois-Grimm-Schule als Gemeinschaftsschule geführt.

Lauda-Königshofen
- Hauptschule mit Werkrealschule Lauda (Philipp-Adam-Ulrich-Straße 2) – Mittlerweile werden alle Jahrgänge als Gemeinschaftsschule Lauda-Königshofen geführt.
- Turmbergschule, Hauptschule mit Werkrealschule Königshofen (Bodelschwinghstraße 17) – Seit 2011 wird die Schule als 1- bis 2-zügige Grundschule geführt

Niederstetten
- Hauptschule Niederstetten – Auflösung des Hauptschulzweiges. Weiterhin besteht das Bildungszentrum Niederstetten – Grund- und Realschule.

Werbach
- Hauptschule mit Werkrealschule Werbach (Friedhofstraße 18) – Im September 1984 nahm die Hauptschule in Werbach ihren Betrieb auf.[21] 2017 wurde der Haupt- und Werkrealschulzweig abgewickelt.[22]